# Parapurcellia peregrinator
Espèce
Synonymes
- Purcellia peregrinator Lawrence, 1963

Parapurcellia peregrinator est une espèce d'opilions cyphophthalmes de la famille des Pettalidae.

## Distribution
Cette espèce est endémique du Mpumalanga en Afrique du Sud. Elle se rencontre vers Pilgrim's Rest.

## Description
Le mâle holotype mesure 2,7 mm.

## Systématique et taxinomie
Cette espèce a été décrite sous le protonyme Purcellia peregrinator par Lawrence en 1963. Elle est placée dans le genre Parapurcellia par de Bivort et Giribet en 2010.

## Publication originale
- Lawrence, 1963 : « The Opiliones of the Transvaal. » Annals of the Transvaal Museum, vol. 24, no 4, p. 275–304 (texte intégral).